# Reform Act 1867
Der Reform Act von 1867 war eine Wahlrechtsänderung verbunden mit einer Erweiterung der Wählerschaft im Vereinigten Königreich von Großbritannien und Irland und hatte nach dem Reform Act von 1832 (daher auch Second Reform Act 1867 genannt) erneut bedeutende Auswirkungen auf die Zusammensetzung des Unterhauses. Das Wahlrecht erhielten durch die Reform alle männlichen Haushaltsvorstände, sodass von fünf Millionen erwachsenen Männern in England und Wales künftig 2,5, statt zuvor 1,4 Millionen wählen durften.